# 樽廻船
樽廻船（たるかいせん）とは、日本の江戸時代に、主に上方から江戸に酒荷を輸送するために用いられた廻船（貨物船）である。菱垣廻船（ひがきかいせん）と並び称される。酒樽積廻船、酒樽廻船、樽船とも呼ばれる。

## 概要
摂津国（現・大阪府と兵庫県の各一部）は、江戸時代以降畿内における日本酒（他所酒）の大産地として発展を遂げた。

その中でも灘（現・兵庫県神戸市、西宮市および芦屋市）をはじめ、伊丹（現・兵庫県伊丹市）、池田（現・大阪府池田市）といった、大阪湾に比較的近い酒処で生産された『下り酒』は、17世紀初頭の時点で早馬による輸送を導入した蔵元もあったと言われるが、多くは大阪湾沿いの湊から大消費地の江戸（現・東京都）まで船で輸送されていた。

### 荷主仲間の結成
江戸時代中期の1694年（元禄7年）に不正や海難事故防止のために江戸に十組荷主仲間、大坂に二十四組荷主仲間がそれぞれ結成され、一切の貨物は仲間専属の菱垣船に船積みすることにし、船積みから陸揚げにいたる一切の船舶事務は大阪に7軒と江戸に3軒あった菱垣廻船問屋に一任することにし、したがって菱垣船は専ら荷主仲間の貨物に限り船積み運送するものと定められた。

菱垣廻船において酒樽は下積荷物であったが、海難の際に破棄される上積荷物に対する補償は、問屋が共同で負う義務があった。また、腐敗しやすい酒は輸送時間の短縮が重要だったが、多様な荷を乗せる菱垣廻船は出帆するまでに長い日数を必要とした。これらに不満を持つ酒問屋は1730年（享保15年）に脱退し、酒専用の樽廻船問屋を結成し、専用船による独自の運営をはじめた。

船体の構造は菱垣廻船とほぼ同じであるが、菱垣の無い弁才船と呼ばれる和船の一種で、多少深さを増して船倉を広くした。単一の商品（清酒）のみを取り扱うこととし、積み込みの合理化を図ることによって輸送時間の短縮を実現した。樽廻船の迅速輸送が評価されると、余積として酒以外の荷物も安い運賃で輸送するようになり、菱垣廻船と競合していった。競合を避けるため、1770年（明和7年）には酒と米・糠などの7品に限り樽廻船での輸送を認め、それ以外は菱垣廻船でのみ輸送を行うとする積荷協定が結ばれる。しかし協定は守られず、また天保の改革の一環である株仲間解散もあり、樽廻船問屋が優勢となった。

樽廻船の根拠地は灘五郷に作られた西宮や今津といった湊で、その系統に属して明治以後の海運界に活躍したのは、西宮の辰馬家と八馬家である。辰馬は同姓の者が多いが、海運業者として沿革が古く、明治時代に活躍したのは、銘酒「東自慢」の醸造元である辰馬半右衛門であり、大正時代のバブル景気下で成金として財界でも活躍したのが銘酒「白鹿」の醸造元である辰馬本家の辰馬吉左衛門である。どちらも酒造業の傍ら、海運業に従事した。八馬兼助は以前より酒造用米穀の売買・運送と酒類の運送を業としたる者で最初より純然たる船主であり、明治に入って大和船より西洋形帆船、さらに汽船と巧みに産業革命の波に乗って社外船主の雄となった。そのほかに樽廻船系の海運業者として摂州灘酒家興業会社（辰馬汽船、新日本汽船、ナビックスラインを経て現・商船三井）がある。
なお、海路の性格上、天候次第では運行が困難になる場合もあった。1807年（文化四年）7月には、嵐が続いたため酒船の入津が途絶え、江戸市中から酒が無くなったとする記録がある。
1889年（明治22年）、官設鉄道（現・JR）東海道本線が東京の新橋駅から神戸駅まで全通した。それに伴い新橋と大阪駅（後の梅田貨物駅）を結ぶ直通の貨物列車の運転が始まり、高速かつ海況によるリスクなく安定的な輸送ができるようになって、樽廻船は一気に衰退した。